# Guatlla pintada camagroga
La guatlla pintada camagroga (Turnix tanki) és una espècie d'ocell de la família dels turnícids (Turnicidae) que habita garrigues i praderies d'Àsia meridional i Oriental, a l'est del Pakistan, l'Índia, illes Andaman i Nicobar, Myanmar, Sud-est asiàtic, i cap a l'est fins al sud-est de la Xina, sud-est de Sibèria i nord de Corea.

## Descripció
La guatlla pintada camagroga és una guatlla petita que creix fins a una longitud de 15 a 18 cm, i les femelles són lleugerament més grosses i de colors més brillants que els mascles. El pes és de 36 a 43 g per a la subespècie T. t. tanki, i de 35 a 78 g per al mascle T. t. blanfordii, mentre que la femella d'aquesta subespècie pesa de 93 a 113 g. La cua és curta i les ales tenen els extrems arrodonits.
El mascle adult té una corona negra amb un marge beix, i de vegades una ratlla central beix. La part frontal i lateral del cap són de color beix, i les plomes individuals tenen les puntes negres. La gola és de color beix pàl·lid, que s'enfosqueix a beix vermellós a les vores i al pit, i torna a pàl·lid al ventre, tornant-se blanca a les cobertores inferiors de la cua. Els costats del pit estan esquitxats de taques negres rodones. El clatell i les parts superiors del cos i la cua són de color marró grisenc, amb vermiculacions i taques vermelloses i marrons foscos. Les plomes principals de les ales són de color marró negre amb marges beix, i les cobertores de les ales són de color beix amb taques fosques. El bec és de color groc apagat, els iris blanquinosos i les potes i els peus de color groc intens.
La femella adulta es diferencia del mascle per tenir un color més ric i un collar ample de color marró vermellós al voltant de la part posterior del coll. Les taques i vermiculacions a l'esquena i la cua no són tan fosques, el bec i les potes són de color groc més brillant i els iris són de color blanc crema o marró groguenc. En el plomatge no reproductor, el collar vermellós de la femella es barreja amb gris i l'altre plomatge també es torna més gris. El juvenil és similar al mascle en aparença, però té un plomatge més fosc, un color del pit menys viu i taques més fines.

## Distribució i hàbitat
L'espècie és endèmica del subcontinent indi, l'Àsia oriental i el sud-est asiàtic. Es una espècie migrant i es reprodueix a la península de Corea i a les parts més meridionals del sud-est de Rússia. A la major part de l'àrea de distribució és una espècie resident, però migra a les parts més seques de l'Índia durant l'estació humida, i de manera similar a la part sud-est de Rússia, fent els desplaçaments de nit.

## Comportament
Aquesta espècie viu a terra i normalment fuig del perill en lloc de volar per l'aire. Generalment es veu sola o en parelles.

### Alimentació
La dieta inclou material vegetal verd, llavors i una varietat d'insectes, com ara escarabats, formigues i llagostes.

### Reproducció
La reproducció té lloc entre març i novembre, principalment durant l'estació humida. Les femelles tenen un coll del clatell de color vermell brillant que muda durant l'estació no reproductora. Les femelles ofereixen menjar als mascles durant el festeig i, un cop postos els ous, les femelles deixen la incubació al mascle. Els ous desclouen al cap d'uns dotze dies (en captivitat) i els pollets segueixen el mascle després de l'eclosió. El niu és una escotilla a terra folrada amb herbes i sovint coberta amb tiges de plantes doblegades, amb una entrada al costat. Es fa una posta de quatre ous de color blanc grisenc i tacats, que el mascle sol cova; desclouen al cap de dotze a setze dies i el mascle cuida els pollets. Després de la posta dels ous, la femella se'n va i selecciona una altra parella, amb qui pon una altra posta d'ous en un niu diferent.

## Taxonomia
Es reconeixen dues subespècies:
- T. t. tanki (Blyth, 1843) - Pakistan, l'Índia i el Nepal, i les illes Andaman i Nicobar.
- T. t. blanfordii (Blyth, 1863) - Myanmar, Indoxina i cap a l'est fins a l'est de la Xina.